# Баби (Грузия)
Баби (груз. ბაბი) — село в Грузии, на территории Харагаульского муниципалитета края (мхаре) Имеретия.

## География
Село находится в западной части Грузии, на левом берегу реки Чхеримелы, на расстоянии 16 километров к юго-востоку от посёлка городского типа Харагаули, административного центра муниципалитета. Абсолютная высота — 541 метр над уровнем моря.

## Население
По результатам официальной переписи населения 2014 года, в Баби проживало 62 человека (34 мужчины и 28 женщин). В национальной структуре населения грузины составляли 100 %.
| Год  | Население, человек |
| ---- | ------------------ |
| 2002 | 106                |
| 2014 | ↘ 62               |